# Азімсірминське сільське поселення
Азімсі́рминське сільське поселення (рос. Азимсирминское сельское поселение) — муніципальне утворення у складі Вурнарського району Чувашії, Росія. Адміністративний центр — присілок Азім-Сірма.
Станом на 2002 рік існували Азім-Сірминська сільська рада (присілок Азім-Сірма), Малдикасинська сільська рада (Кумбали, Малдикаси, Ойкаси), Тувалькінська сільська рада (присілки Епшики, Тувалькіно) та Чирш-Хірлепська сільська рада (присілки Авир-Сірми, Великі Хірлепи, Ільдимкаси, Пайки, Чирш-Хірлепи).

## Населення
Населення — 1552 особи (2019, 1845 у 2010, 2066 у 2002).

## Склад
До складу поселення входять такі населені пункти:
| Населений пункт          | Населення, осіб (2002) | Населення, осіб (2010) |
| ------------------------ | ---------------------- | ---------------------- |
| Авир-Сірми, присілок     | 133                    | 107                    |
| Азім-Сірма, присілок     | 449                    | 428                    |
| Великі Хірлепи, присілок | 225                    | 185                    |
| Епшики, присілок         | 189                    | 176                    |
| Ілдимкаси, присілок      | 97                     | 64                     |
| Кумбали, присілок        | 247                    | 228                    |
| Малдикаси, присілок      | 235                    | 221                    |
| Ойкаси, присілок         | 128                    | 117                    |
| Пайки, присілок          | 77                     | 65                     |
| Тувалькіно, присілок     | 162                    | 154                    |
| Чирш-Хірлепи, присілок   | 124                    | 100                    |